# Agrias subwachenheimi
Agrias subwachenheimi är en fjärilsart som beskrevs av Le Moult 1926. Agrias subwachenheimi ingår i släktet Agrias och familjen praktfjärilar. Inga underarter finns listade i Catalogue of Life.